# Louise Anne Bouchard
Louise Anne Bouchard est écrivain, de nationalité canadienne et suisse, née à Montréal.  

## Jeunesse et débuts littéraires
Louise Anne Bouchard commence à écrire dès l'âge de douze ans. 
D'abord photographe de formation, (pendant trois ans, elle est photographe de mode free-lance) elle poursuit des études en Littérature à l'Université du Québec à Montréal. Sa rencontre avec son professeur de Littérature Étrangère, Eva Le Grand, est une des plus éblouissantes de ses débuts d'écrivain. Elle  lui rendra hommage dans Montréal privé, éditions Jacques Lanctôt, (2003).
L'écrivain décide de prendre une année sabbatique afin de rédiger son premier roman, Cette fois, Jeanne... VLB éditeur (1987) qui reçoit un accueil favorable de la presse québécoise. Elle est ensuite recrutée pour travailler en scénarisation, pour des courts-métrages et un téléfilm. Le Prix de la Relève 16/26 pour la scénarisation d'Alice au Pays des Merguez, (1990) lui donne accès à plusieurs projets télévisés en tant que scénariste.
Lors d'un séjour de travail à Paris, elle fait une rencontre qui la retiendra en Europe.
Elle habite en Suisse depuis 1991. 
De langue maternelle française, Louise Anne Bouchard parle anglais, allemand et italien.